# ハンネス・アルトロフ
ハンネス・アルトロフ（Hannes Altrov, 1944年1月2日 - ） は エストニアのクラリネット奏者。
ポルツァマーの生まれ。地元の児童音楽学校を経てタリン国立音楽院でユハン・カリャスポーリクにクラリネットを師事し、1968年に卒業。さらに1974年からグネーシン音楽院でイヴァン・モズコヴェンコに学び、1976年からパリでジャック・ランスロの薫陶を受けた。
1964年から1974年までタリン音楽高等学校で教鞭をとり、1974年からタリン国立音楽院の講師としてクラリネットを教えた。1984年に同音楽院の助教授となり、1993年には教授に昇格した。主な弟子にはトーマス・ヴァヴィロフ等がいる。
1967年から2012年までエストニア国立交響楽団のクラリネット奏者として在籍。

## 賞与
- 1970年エストニア国内の木管楽器コンクールで第二位
- 1974年プラハの春国際音楽コンクールで第三位
- 1981年エストニアの名誉芸術家
- 2012年エストニア白星勲章四等受勲